# Indonesia AirAsia
PT Indonesia AirAsia, em operação como Indonesia AirAsia, é uma empresa aérea de baixo custo da Indonésia, com sede em Tangarão. A empresa é subsidiária da empresa aérea malaia AirAsia.
A Indonesia Air Asia, assim como outra empresas indonésias, foi banida do espaço aéreo da União Europeia por falta de segurança de voo. Contudo, o banimento foi revogado em julho de 2010.

## Frota
Em janeiro de 2023, a frota da Indonesia AirAsia consistia em:
| Aeronave        | Em serviço | Encomendas | Notas                        |
| --------------- | ---------- | ---------- | ---------------------------- |
| Airbus A320-200 | 17         | -          | 9 aeronaves fora de operação |